# Agrostis nevadensis
Agrostis nevadensis är en gräsart som beskrevs av Pierre Edmond Boissier. Agrostis nevadensis ingår i släktet ven, och familjen gräs. Inga underarter finns listade i Catalogue of Life.